# Ereira (Montemor-o-Velho)
Ereira is een plaats (freguesia) in de Portugese gemeente Montemor-o-Velho en telt 714 inwoners (2001).